# Vin persan
 (décembre 2018).
Si vous disposez d'ouvrages ou d'articles de référence ou si vous connaissez des sites web de qualité traitant du thème abordé ici, merci de compléter l'article en donnant les références utiles à sa vérifiabilité et en les liant à la section « Notes et références ».

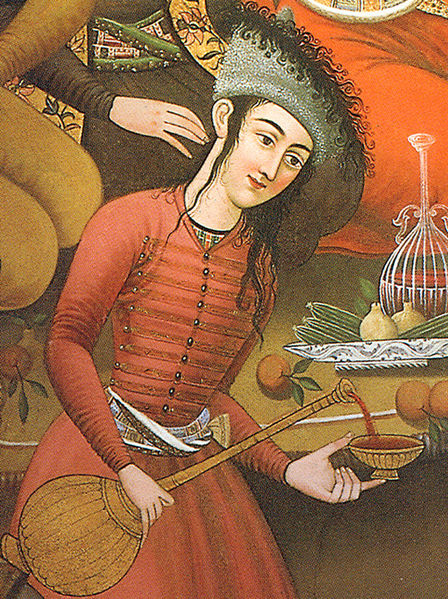
Du mey versé dans une coupe, à la cour Safavid dans l'Isfahan du XVIIe siècle.

Le vin persan, également appelé Mey (en persan : می) et Badeh (en persan : باده), est un symbole culturel et une tradition en Iran (Perse), et a une présence significative dans la mythologie persane, la littérature persane et la miniature persane.

## Histoire
Des recherches archéologiques au début des années 1990, ont montré que la fabrication du vin était beaucoup plus ancienne que ce que la littérature du XXe siècle laissait envisager. Les fouilles sur le site du Godin Tepe dans les montagnes Zagros (Badler, 1995 ; McGovern and Michel, 1995 ; McGovern, 2003) ont révélé la présence de récipients et de poterie datant de 3100 à 2900 av. J.-C. et contenant de l'acide tartrique, indiquant très probablement la présence ancienne de vin. D'autres preuves ont été trouvées sur le site de Hajji Firuz Tepe, également dans les montagnes Zagros. McGovern et al. (1996) ont utilisé les analyses chimiques des résidus d'un pot du néolithique datant de 5400 à 5000 av. J.-C et montré de hauts taux d'acide tartrique, suggérant à nouveau que le fluide contenu avait été fait à partir de raisin.

### Mythes et légendes
D'après une légende persane, le vin a été découvert par une jeune femme. D'abord abattue par son rejet par le Roi, elle envisagea de se suicider en buvant le jus pourri laissé par du vieux raisin. Au lieu de l'empoisonner, le jus fermenté l’enivra puis la fit s'évanouir. Elle se réveilla le lendemain, convaincue que la vie valait la peine d'être vécue. Elle rapporta sa découverte au Roi et en fut récompensée.

## Représentations dans les miniatures
La peinture de miniatures de la Perse antique est devenue un art sophistiqué dans lequel l'élément le plus important est le sujet. Celui-ci est souvent tiré du recueil Ghazaliyat de Hafiz Shirazi ou des Rubaiyat d'Omar Khayyam. Ainsi, le vin persan (Mey) et le porteur de coupe (Saghi) sont des éléments essentiels de la majorité de ces œuvres. Traditionnellement, un vieil homme (souvent Hafez ou Khayyam) est dépeint ayant quitté sa position d'érudit et ivre, buvant le vin des mains des Saghidans un Kharabat (une taverne mystique en ruine, localisée dans un endroit reculé et pauvre de la ville) ou dans un Golshan (jardin).
Dans la poésie persane, les raisins et le vin apparaissent fréquemment avec un sens symbolique et métaphorique.